# Karim Ezzeddine
Karim Ezzeddine (in arabo كريم عز الدين‎?; Kinshasa, 8 agosto 1997) è un cestista libanese con cittadinanza francese.

## Carriera
Ezzeddine è nato nel 1997, a Kinshasa, nella Repubblica del Congo. Sua madre è originaria del paese africano, mentre suo padre è libanese. All'età di 2 anni, si trasferì con la sua famiglia in Francia e decise di iniziare a giocare a basket dopo una crescita improvvisa in altezza, avvenuta all'età di 11 anni. Il giovane Karim, all'età di 16 anni, si trasferì negli Stati Uniti d'America, per completare gli studi e continuare a migliorare nella pallacanestro. Ebbe l'opportunità di giocare insieme a futuri giocatori NBA come Thomas Bryant e Miles Bridges presso la Huntington Prep, oltre che con Thon Maker nel circuito AAU. Terminata l'high-school giocò per tre anni al college, i primi due anni con la maglia dei Northwest Florida State College, mentre nel suo ultimo anno ha giocato nella NCAA con i New Mexico Lobos.
Terminata l'avventura negli States, Ezzeddine fece ritorno oltre l'Oceano Atlantico, questa volta per giocare nella terra d'origine di suo padre, il Libano; qui iniziò la sua carriera da professionista terminando la stagione 2018-19 della Lebanese Basketball League con la maglia del Champville SC.
Nel febbraio 2020, dopo la sospensione della Lebanese Basketball League a causa della Pandemia da COVID-19, Ezzeddine lascia il Champville per firmare con la squadra dell'Arabia Saudita dell'Al-Ansar Basket. Dopo meno di un mese, nel marzo 2020, si trasferisce nuovamente, firmando con l'Al-Fateh, squadra sempre militante nella Saudi Basketball League, con cui conclude la stagione sportiva 2019-2020.
Nell'ottobre 2020 viene annunciata la sua firma con il Paris Basketball, ma la sua avventura nella capitale francese fu molto breve,  collezionando una sola partita nella Pro B, conclusa senza mettere a referto nemmeno un punto, e tre nella LNB Pro B Leaders Cup. Il 1º dicembre venne annunciata la sua partenza da Parigi, dopo aver firmato con la squadra della Bahraini Premier League del Sitra Club; dopo appena 15 giorni però, Ezzeddine cambia nuovamente squadra, rimanendo però in Bahrain, aggregandosi al Manama Club con cui colleziona 10 presenze nei due mesi successivi.
Il 15 marzo 2021 Karim tornò nuovamente in Arabia Saudita firmando con l'Al-Nassr; con la casacca del club saudita ha disputato solo 3 partite durante la Saudi Basketball League 2020-2021.
Dopo aver concluso l'avventura in Arabia Saudita, Ezzeddine ha fatto un breve ritorno in Libano firmando fino al termine della stagione con il Champville SC. Dopo il termine della stagione 2020-2021 è rimasto senza squadra fino alla primavera del 2022, quando firmando con il Dynamo Lebanon Club, con cui ha concluso la stagione 2021-2022 e con cui ha disputato anche tutta la stagione 2022-2023 della Lebanese Basketball League.
Anche se aveva inizialmente firmato il rinnovo per indossare per il terzo anno consecutivo la maglia del Dynamo Lebanon Club, il fallimento della squadra prima dell'inizio della stagione 2023-2024, ha fatto si che Ezzeddine, nell'ottobre 2023, firmasse per il Club Sagesse Beirut, squadra con cui ha disputato tutta la stagione 2023-2024 della Lebanese Basketball League.
Il 29 maggio 2024, terminata la stagione col Sagesse, è stato annunciato il suo ritorno, dopo tre anni, al Champville SC per la stagione 2024-2025. Dopo che l'inizio della stagione della Lebanese Basketball League è stato rinviato a gennaio 2025, a causa del Conflitto Israele-Hezbollah, Ezzeddine tra ottobre e gennaio ha giocato nuovamente in Francia, disputando sette partite con la maglia del Saint-Vallier Basket Drôme, squadra del Nationale Masculine 1, terzo livello del campionato francese.

## Palmarès

### Nazionale
- FIBA Asia Cup: 
 Indonesia 2022